# Michael Norman
Michael Arthur Norman Jr. (San Diego, 3 december 1997) is een Amerikaanse sprinter die voornamelijk uitkomt op de 200 m en de 400 m. Hij nam eenmaal deel aan de Olympische Spelen en werd hierbij één keer olympisch kampioen. In 2022 veroverde hij bovendien op de 400 m de wereldtitel en maakte hij deel uit van het winnende Amerikaanse team op de 4 × 400 m estafette. 

## Biografie

### Successen als highschool-atleet
Norman maakte voor het eerst grote indruk in 2015, toen hij als highschool-leerling tijdens de interscholaire kampioenschappen van Californië binnen 28 uur aan maar liefst zeven races deelnam en daarin opzienbarende resultaten boekte. Na drie races te hebben gelopen in de voorrondes, nam hij op de slotdag eerst deel aan de 4 × 100 m estafette, waarop hij als startloper alle concurrenten zijn hielen liet zien. Daarna won hij de 400 m in 45,19 s, de zesde snelste tijd van een Amerikaanse middelbare schoolatleet, gevolgd door een tijd van 20,30 op de 200 m, opnieuw een zesde snelste tijd ooit van een atleet van de middelbare school. Een uur later kwam hij alweer in actie op de 4 × 400 m estafette, waarop hij als slotloper in een splittijd van 44,9 seconden zijn team van de zevende naar de derde plaats loodste. Met een bijdrage van 21,5 punten op een totale score van 37 leidde Norman zijn school naar de allereerste staatstitel in welke sport dan ook.

### Wereldkampioen U20
In 2016 behaalde Norman zijn eerste internationale titels. Op de wereldkampioenschappen voor junioren U20 in het Poolse Bydgoszcz veroverde hij gouden medailles op de 200 m en als lid van het Amerikaanse team op de 4 × 100 m estafette. Op de Amerikaanse Olympic Trials werd hij vijfde op de 200 m in 20,14.
In het jaar dat volgde, zijn eerste officiële jaar bij de senioren, nam Norman, inmiddels student aan de universiteit van Zuid-Californië, deel aan de NCAA-kampioenschappen, waar hij onder meer vierde werd op de 400 m. Op de Amerikaanse kampioenschappen eindigde hij op deze afstand als zevende. 

### Viervoudig NCAA-kampioen
In 2018 veroverde Norman niet minder dan vier NCAA-titels. Eerst werd hij indoorkampioen op de 400 m en 4 × 100 m, waarna hij dat later outdoor nog eens dunnetjes overdeed. Vervolgens maakte hij zijn debuut op het hoogste niveau; tijdens de Meeting de Paris van 2018, deel uitmakend van de Diamond League, won hij meteen de 200 m in een tijd onder de 20 seconden: 19,84. Die tijd benaderde hij daarna tot op 0,04 seconde op de Athletissima in Lausanne, maar daar eindigde hij als tweede achter zijn landgenoot Noah Lyles, die 19,69 liet noteren. 
In 2019 nam Norman deel aan de wereldkampioenschappen in Doha, waar hij werd uitgeschakeld in de halve finales. Op 20 juli 2020 liep hij de 100 m in een tijd van 9,86. Hiermee was hij, na Wayde van Niekerk, de tweede atleet in de geschiedenis die op de 100 m sneller liep dan 10 seconden, op de 200 m onder de 20 seconden kon blijven op de 400 m sneller liep dan 44 seconden.

### Olympisch en WK-goud
In 2021 veroverde Norman zijn eerste nationale titel op de 400 m, waarna hij deelnam aan de uitgestelde Olympische Spelen van 2020 in Tokio. Op de 400 m eindigde hij daar op de vijfde plaats. Als tweede loper van het Amerikaanse kwartet in de finale van de 4 x 400 m liep Norman vervolgens met Michael Cherry, Bryce Deadmon en Rai Benjamin naar een eerste olympische titel. Het was het eerste hoogtepunt in de atletiekcarrière van Norman. Het tweede volgde een jaar later. Op de WK in Eugene won hij eerst de individuele 400 m in 44,29, waarbij hij onder meer twee olympische kampioenen (Kirani James in 2012 en Wayde van Niekerk in 2016) achter zich liet. Vervolgens maakte hij deel uit van het estafetteteam dat in 2.56,17 de overwinning op de 4 x 400 m behaalde. Het team bestond naast Norman uit Elija Godwin, Bryce Deadmon en Champion Allison.

## Titels
- Olympisch kampioen 4 × 400 m - 2020
- Wereldkampioen 400 m - 2022
- Wereldkampioen 4 × 400 m - 2022
- Amerikaans kampioen 400 m - 2021, 2022
- NCAA-kampioen 400 m - 2018
- NCAA-kampioen 4 × 400 m - 2018
- NCAA-indoorkampioen 400 m - 2018
- NCAA-indoorkampioen 4 × 400 m - 2018
- Wereldkampioen U20 200 m - 2016
- Wereldkampioen U20 4 × 100 m - 2016

## Persoonlijke records
Outdoor
| Afstand | Prestatie | Datum            | Plaats     |
| ------- | --------- | ---------------- | ---------- |
| 100 m   | 9,86 s    | 20 juli 2020     | Fort Worth |
| 200 m   | 19,70 s   | 6 juni 2019      | Rome       |
| 300 m   | 34,52 s   | 25 februari 2016 | Murrieta   |
| 400 m   | 43,45 s   | 20 april 2019    | Torrance   |

Indoor
| Afstand | Prestatie | Datum            | Plaats          |
| ------- | --------- | ---------------- | --------------- |
| 60 m    | 6,99 s    | 20 februari 2015 | Pocatello       |
| 200 m   | 20,75 s   | 11 februari 2017 | Fayetteville    |
| 300 m   | 33,60 s   | 10 januari 2015  | Arcadia         |
| 400 m   | 44,52 s   | 10 maart 2018    | College Station |

## Palmares

### 100 m
Diamond League-podiumplaatsen
- 2021:  Memorial Van Damme - 9,98 s

### 200 m
- 2016:  WK U20 te Bydgoszcz - 20,17 s

Diamond League-podiumplaatsen
- 2018:  Meeting de Paris - 19,84 s
- 2018:  Athletissima - 19,88 s
- 2019:  Golden Gala - 19,70 s

### 400 m
- 2018:  NCAA-kamp. - 43,61 s
- 2018:  NCAA-indoorkamp. - 44,52 s
- 2019: 7e in ½ fin. WK - 45,94
- 2021:  Amerikaanse kamp. - 44,07 s
- 2021: 5e OS - 44,31 s
- 2022:  Amerikaanse kamp. - 43,56 s
- 2022:  WK - 44,29 s

Diamond League-podiumplaatsen
- 2019:  Prefontaine Classic - 44,62 s
- 2019:  BAUHAUS-galan - 44,53 s
- 2019:  Memorial Van Damme - 44,26 s
- 2019:   Diamond League
- 2021:  Doha Diamond League - 44,27 s
- 2022:  Prefontaine Classic - 43,60 s
- 2022:  Kamila Skolimowska Memorial - 44,11 s

### 4 × 100 m
- 2016:  WK U20 te Bydgoszcz - 38,93 s

### 4 × 400 m
- 2018:  NCAA-kamp. - 2.59,00
- 2018:  NCAA-indoorkamp. - 3.00,77
- 2021:  OS - 2.55,70
- 2022:  WK - 2.56,17

1912: Sheppard, Lindberg, Meredith, Reidpath ·
1920: Griffiths, Lindsay, Ainsworth-Davis, Butler ·
1924: Cochran, Helffrich, MacDonald, Stevenson ·
1928: Baird, Alderman, Spencer, Barbuti ·
1932: Fuqua, Ablowich, Warner, Carr ·
1936: Wolff, Rampling, Roberts, Brown ·
1948: Harnden, Bourland, Cochran, Whitfield ·
1952: Wint, Laing, McKenley, Rhoden ·
1956: Jenkins, Jones, Mashburn, Courtney ·
1960: Yerman, Young, G. Davis, O. Davis ·
1964: Cassell, Larrabee, Williams, Carr ·
1968: Matthews, Freeman, James, Evans ·
1972: Asati, Nyamau, Ouko, Sang ·
1976: Frazier, Brown, Newhouse, Parks ·
1980: Valiulis, Linge, Tsjernetski, Markin ·
1984: Nix, Armstead, Babers, McKay ·
1988: Everett, Lewis, Robinzine, Reynolds ·
1992: Valmon, Watts, Johnson, Lewis ·
1996: Harrison, Smith, Mills, Maybank ·
2000: Bada, Chukwu, Monye, Udo-Obong  ·
2004: Harris, Brew, Wariner, Williamson ·
2008: Merritt, Taylor, Neville, Wariner ·
2012: Brown, Pinder, Mathieu, Miller ·
2016: Hall, McQuay, Roberts, Merritt ·
2020: Cherry, Norman, Deadmon, Benjamin ·
2024: Bailey, Norwood, Deadmon, Benjamin
1983 Bert Cameron ·
1987 Thomas Schönlebe ·
1991 Antonio Pettigrew ·
1993 Michael Johnson ·
1995 Michael Johnson ·
1997 Michael Johnson ·
1999 Michael Johnson ·
2001 Avard Moncur ·
2003 Jerome Young ·
2005 Jeremy Wariner ·
2007 Jeremy Wariner ·
2009 LaShawn Merritt ·
2011 Kirani James ·
2013 LaShawn Merritt ·
2015 Wayde van Niekerk ·
2017 Wayde van Niekerk ·
2019 Steven Gardiner ·
2022 Michael Norman ·
2023 Antonio Watson
1983: Lovasjov, Troshchilo, Tsjernetski, Markin ·
1987: Everett, Haley, McKay, Reynolds ·
1991: Black, Redmond, Regis, Akabusi ·
1993: Valmon, Watts, Reynolds, Johnson ·
1995: Ramsey, Mills, Reynolds, Johnson ·
1997: Thomas, Black, Baulch, Richardson, Hylton ·
1999: Czubak, Maćkowiak, Bocian, Haczek ·
2001: Moncur, Brown, McIntosh, Munnings ·
2003: Djhone, Keïta, Diagana, Raquil ·
2005: Rock, Brew, Williamson, Wariner ·
2007: Merritt, Taylor, Williamson, Wariner ·
2009: Taylor, Wariner, Clement, Merritt ·
2011: Nixon, Jackson, Taylor, Merritt ·
2013: Verburg, McQuay, Hall, Merritt ·
2015: Verburg, McQuay, Nellum, Merritt ·
2017: Solomon, Richards, Cedenio, Gordon ·
2019: Kerley, Cherry, London, Benjamin ·
2022: Godwin, Norman, Deadmon, Allison ·
2023: Hall, Norwood, Robinson, Benjamin